# Port Elizabeth Golf Club
De Port Elizabeth Golf Club is een golfclub in de wijk Mill Park in Port Elizabeth, Zuid-Afrika. De club is opgericht in 1890 en heeft 18-holes golfbanen met een par van 72.
De club is de op een na oudste golfclub in Zuid-Afrika.

## De baan
Recentelijk werden de fairways beplant met kikuyu-gras, een tropische grassoort, en de greens met struisgras. De bunkers werden onlangs gerenoveerd.
De 18-holes golfbaan is ingedeeld in vier holes met een par van 5, tien holes met een par van 4 en vier holes met een par van 3.
Er zijn drie waterhindernissen aanwezig op de golfbaan en het zijn vijvers, waarvan een grote.

## Golftoernooien
- South African Amateur Strokeplay Championship: 1974
- Vodacom Series: 1995 & 1996